# Johan Verbeke
Johan C. Verbeke (* 9. Juli 1951 in Gent) ist ein belgischer Diplomat.

## Leben
Johan Verbeke studierte im Masterstudiengang Rechtswissenschaft und Philosophie an der Universität Gent, der Université de Nancy und der Yale Law School. Er trat 1981 in den auswärtigen Dienst. Von 1983 bis 1985 war er Botschafter in Beirut, 1985 in Amman und von 1985 bis 1988 Botschafter in Bujumbura. 1988 bis 1990 war er Geschäftsträger in Santiago de Chile. 1990 bis 1992 war er Pressesprecher des belgischen Außenministeriums. 1992 bis 1994 war er Vertreter der belgischen Regierung bei der Europäischen Union. 1994 bis 1998 war er Stellvertreter des Botschafters in Washington, D.C., 1998 bis 1999 war er Stellvertreter des Leiters der Abteilung Politik in Außenministerium. 1999 bis 2000 leitete er die Abteilung Europa im Außenministerium. 2000 bis 2002 war er Büroleiter des belgischen Europaministers. 2002 bis 2004 war er Büroleiter des Außenministers. 2004 bis 2008 saß er als Vertreter der belgischen Regierung im Sicherheitsrat der Vereinten Nationen. 2008 war er Spezialkoordinator des UN-Generalsekretärs im Libanon. 2008 bis 2009 war er Vertreter des UN-Generalsekretärs in Georgien und leitete die Beobachtermission der Vereinten Nationen in Georgien. Von Januar 2010 bis 2014 war er Botschafter am Hof von St. James in London, seit 2014 ist er Botschafter in Washington, D.C.
Johan Verbeke ist mit Catherine Dubois verheiratet und hat drei Kinder.